# あそびごころん
『あそびごころん』は、2008年12月26日までCBCテレビで放送されていた番宣番組である。週7日間毎日スポットで放送されていた。
番組タイトルは、同局のキャッチコピー「あそびごころん CBC」に由来する。番組タイトルは実際の放送では表示されなかったが、番組表には「あそびごころん」と記されていた。ただし、日によっては表記が「（その日に宣伝する番組のいずれか1つの放送日時）＋（その番組のタイトル）」になることもあった。